# Rambla Carbonera
Pour les articles homonymes, voir Rambla et Carbonera (homonymie).
La rambla Carbonera est un torrent au débit discontinu de l'intérieur de la province de Castellón, qui parcourt la comarque du Alt Maestrat pour se jeter dans le río Monleón et ensuite donner naissance à la rambla de la Viuda.
La rambla nait sur le versant sud de la Muela de Ares, et traverse en direction sud toute la comarque du Alt Maestrat pour arriver à la hauteur de la commune de Benasal, où en direction est, elle abandonne les terrains escarpés du Maestrat pour entrer dans les plaines d'Albocácer. Laissant à l'est la Sierra Engarcerán et la Esparreguera à l'ouest, la rambla reprend la direction sud pour confluer finalement avec le río Monleón, (à la hauteur de Culla, Sierra Engarcerán, et Useras), où naît la Rambla de la Vídua, un affluent du río Mijares.